# Alistratia beroni
Alistratia beroni is een pissebed uit de familie Trichoniscidae. De wetenschappelijke naam van de soort is voor het eerst geldig gepubliceerd in 2004 door Andreev.